# فیلیپ شوث
فیلیپ شوث (انگلیسی: Philippe Schuth; ۱۵ دسامبر ۱۹۶۶ – ۱۷ فوریهٔ ۲۰۰۲) بازیکن فوتبال اهل فرانسه بود.
از باشگاه‌هایی که در آن بازی کرده‌است می‌توان به باشگاه فوتبال لوریان، باشگاه فوتبال متس، باشگاه فوتبال استراسبورگ، باشگاه فوتبال نانسی، باشگاه فوتبال آنژه، و باشگاه فوتبال تولوز اشاره کرد.